# آمار روستایی سال ۱۹۴۵ (فلسطین)

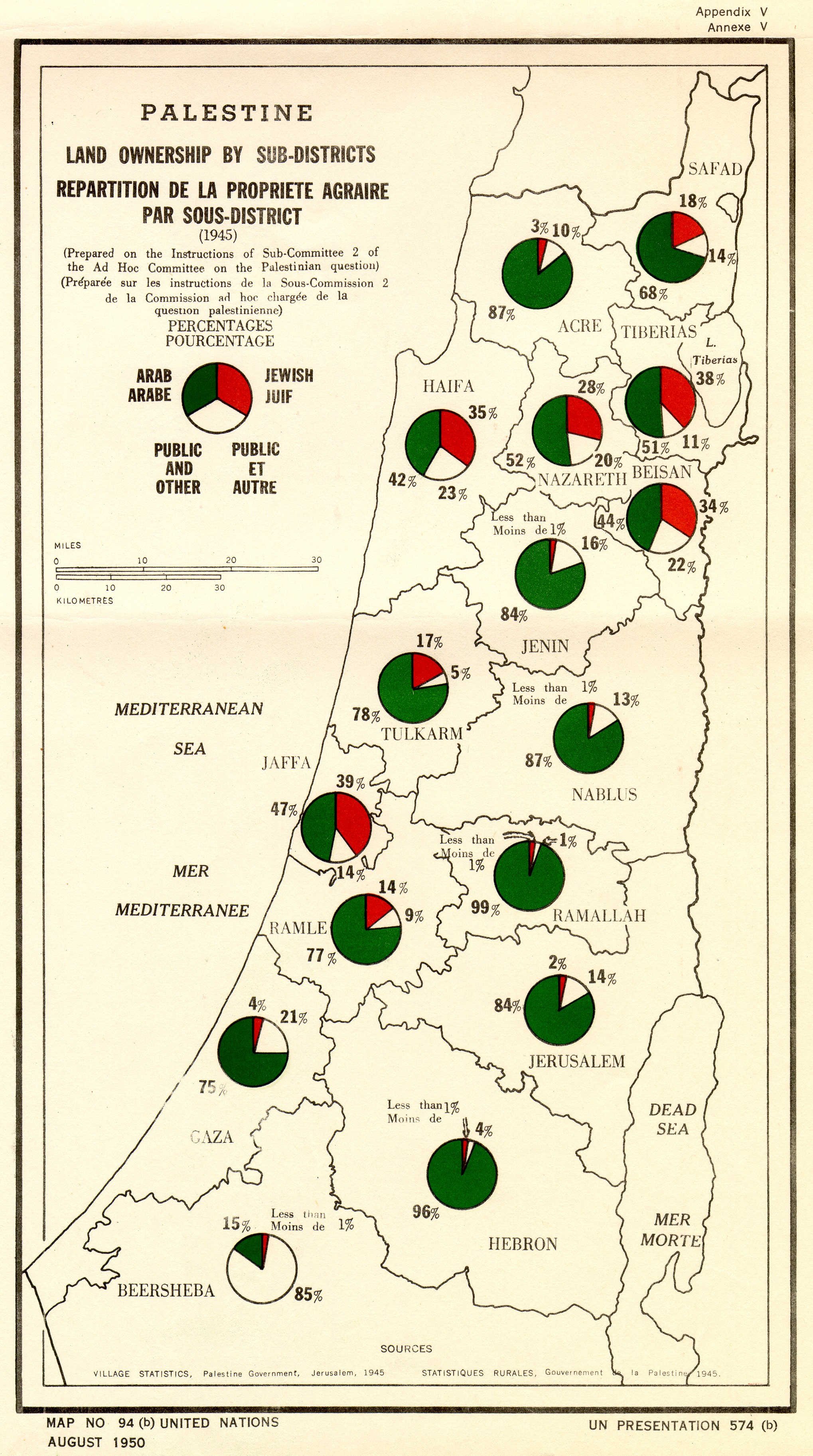
نقشه مالکیت زمین کشت شده فلسطین بر اساس ناحیه فرعی (۱۹۴۵)، به زبان فرانسوی که نسخه اصلی آن در آمار روستایی سال ۱۹۴۵ منتشر شده‌است.

آمار روستایی سال ۱۹۴۵ یک کار پیمایشی مشترک بود که توسط اداره آمار دولتی و دپارتمان اراضی دولت قیمومیت بریتانیا برای کمیته انگلیسی-آمریکایی تحقیق دربارهٔ فلسطین تهیه شده بود. این داده‌ها در تاریخ ۱ آوریل ۱۹۴۵، محاسبه و بعداً منتشر شد و همچنین مورد استفادهٔ کمیته ویژه فلسطین سازمان ملل متحد که در سال ۱۹۴۷ فعالیت می‌کرد قرارگرفت.

## تاریخ
نسخه‌های قبلی این گزارش در سال‌های ۱۹۳۸ و ۱۹۴۳ تهیه شده‌بود.
این گزارش نشان داد که کل جمعیت فلسطین ۱٫۷۶۴٫۵۲۰ نفر است. ۱٬۰۶۱٬۲۷۰ مسلمان، ۵۵۳٬۶۰۰ یهودی، ۱۳۵٬۵۵۰ مسیحی و ۱۴٬۱۰۰ طبقه‌بندی شده به عنوان «دیگران» (غالبا دروزی‌ها).

در این گزارش در خصوص صحت آمار آن آمده‌است:
آخرین سرشماری نفوس در فلسطین در سال ۱۹۳۱ بود. از آن سال، جمعیت، هم به دلیل مهاجرت یهودیان، و هم به دلیل نرخ بالای افزایش طبیعی، در میان تمام بخش‌های جمعیت، به‌طور قابل توجهی، افزایش یافته‌است. سرعت تغییر اندازه جمعیت و طول دوره سپری شده از زمان سرشماری، کار برآورد جمعیت را دشوار کرد. برآوردهای جمعیتی که در اینجا منتشر شده‌است، نتیجه یک کار بسیار دقیق است که توسط وزارت آمار، با استفاده از تمام مواد آماری موجود در مورد این موضوع انجام شده‌است. با این حال، آنها را نمی‌توان جز تخمین‌های تقریبی در نظر گرفت که در برخی موارد ممکن است در نهایت حتی به‌طور قابل توجهی با ارقام واقعی متفاوت باشد. تخمین‌ها برای کل فلسطین باید قابل اعتمادتر از تخمین‌های مربوط به مناطق فرعی در نظر گرفته شوند، این درحالی است که تخمین‌های مربوط به ناحیه‌های فرعی می‌توانند به نوبه خود، قابل اعتمادتر از تخمین‌های مربوط به مناطق جداگانه در نظر گرفته شوند.
آمار جمعیتی در چهار مرحله تهیه شد.
1. جمعیت اسکان یافته برای کل فلسطین با استفاده از داده‌های سرشماری سال ۱۹۳۱ به همراه افزایش طبیعی و مهاجرت ثبت شده برآورد شد. مهاجرت ثبت نشده یهودیان با استفاده از داده‌های کشتی‌های ورودی، دستگیری‌ها و داده‌های تهیه شده توسط آژانس یهود برآورد شد. مهاجرت یا مهاجرت ثبت نشده اعراب را نمی‌توان تخمین زد «اما این تحرکات چنین به‌نظر نمی‌رسند که شامل خطاهای بسیار اساسی شوند».
2. برآورد اولیه جمعیت برای هر منطقه فرعی از سرشماری و افزایش طبیعی سال ۱۹۳۱، به اضافه یک سهم از افزایش مهاجرت تهیه شد. سپس روش‌های مختلفی برای تنظیم جمعیت نسبی ذیل ناحیه‌های مختلف با استفاده از محاسبات تولد، مرگ‌ومیر و باروری در هر زیر ناحیه مورد استفاده قرار گرفت.
3. جمعیت مستقر برای هر محل به‌طور موقت با استفاده از چندین تخمین قبلی انجام شده تا سال ۱۹۴۴ برآورد شد. سپس یک تعدیل کلی انجام شد تا کل برای هر زیر ناحیه به جمعیت زیر ناحیه برآورد شده در مرحله قبل برسد.
4. برای جمعیت عشایری، از آماری که در سرشماری سال ۱۹۳۱ تخمین زده شده بود استفاده شد، چرا که هیچ سوابق معتبری برای تغییرات موجود نبود.

در این گزارش در خصوص ارقام مالکیت زمین آمده‌است: «مساحت‌ها و مالکیت از فهرست‌های توزیع مالیاتی تهیه شده و بر اساس مقررات آیین‌نامه مالیاتی املاک روستایی ۱۹۴۲ است، شناسایی دهک پائینی ناحیه فرعی بئرالسبع، در ناحیه غزه و فهرست‌های ارزش گذاری تهیه شده، از آیین‌نامه مالیاتی املاک شهری سال ۱۹۴۰ استخراج شده‌است.»
جغرافیدان اسرائیلی موشه براور خاطرنشان کرد که این گزارش «یکی از مهم‌ترین‌ها، اگر نگوییم مهم‌ترین، منبع اطلاعاتی در مورد جمعیت، تملک زمین و بهره‌برداری از زمین» است، اما صحت آن را به دلایل متعدد زیر سؤال می‌رود. به عنوان مثال، او نوشت که عکس‌های هوایی نشان می‌دهد که جمعیت برخی از محلات اغراق‌آمیز است و ممکن است طبقه‌بندی کاربری اراضی نسبت به دسته‌هایی که مالیات کمتری را جذب می‌کنند مغرضانه باشد.

## نگارخانه
- سند کامل (فایل پی‌دی‌اف)

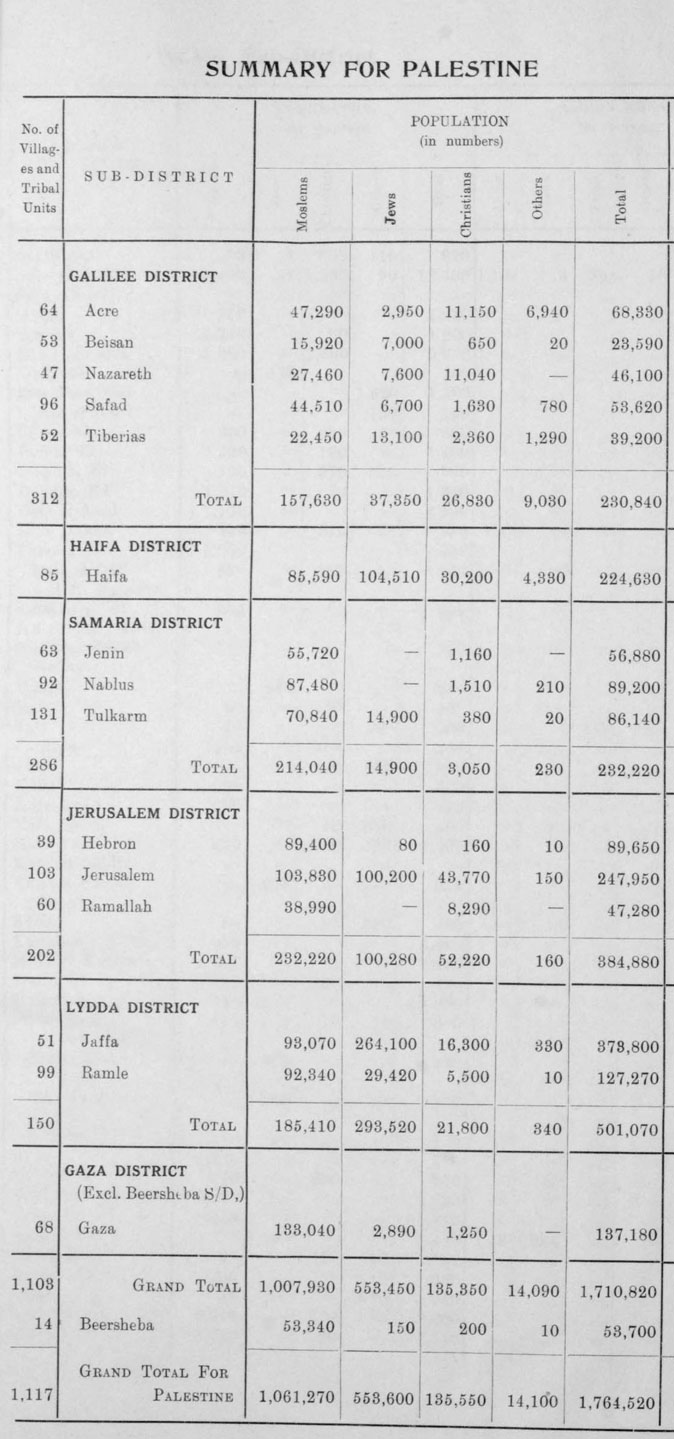
خلاصه جمعیت
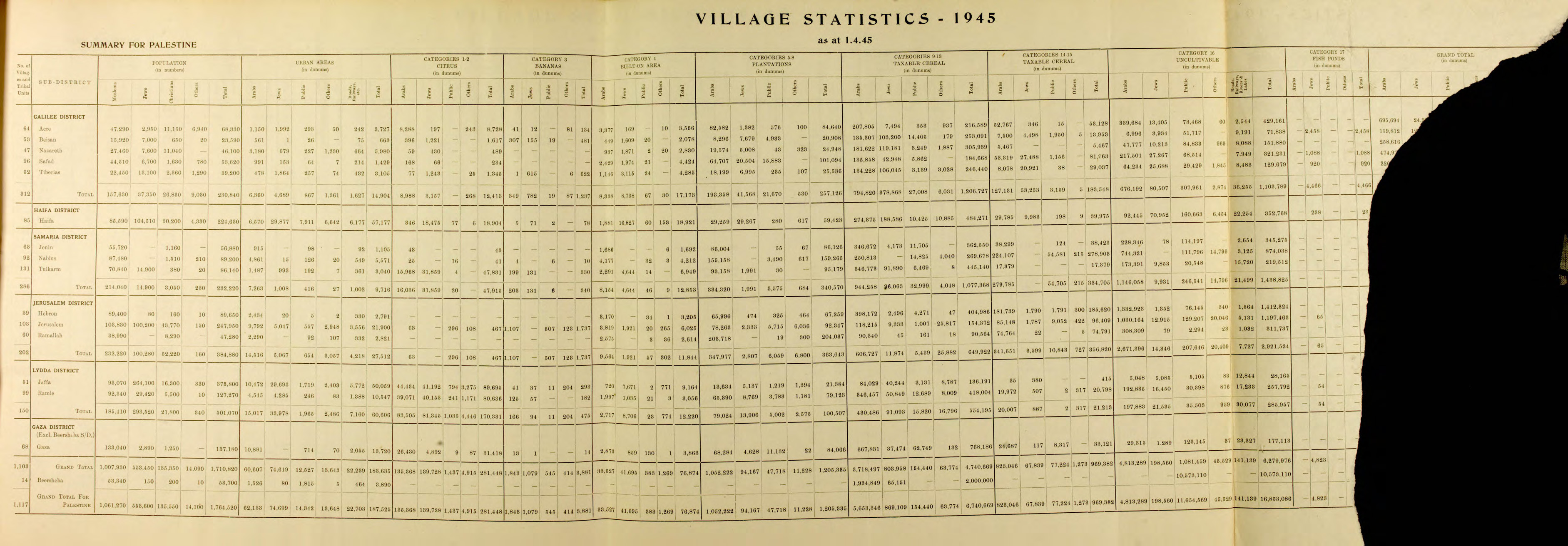
خلاصه
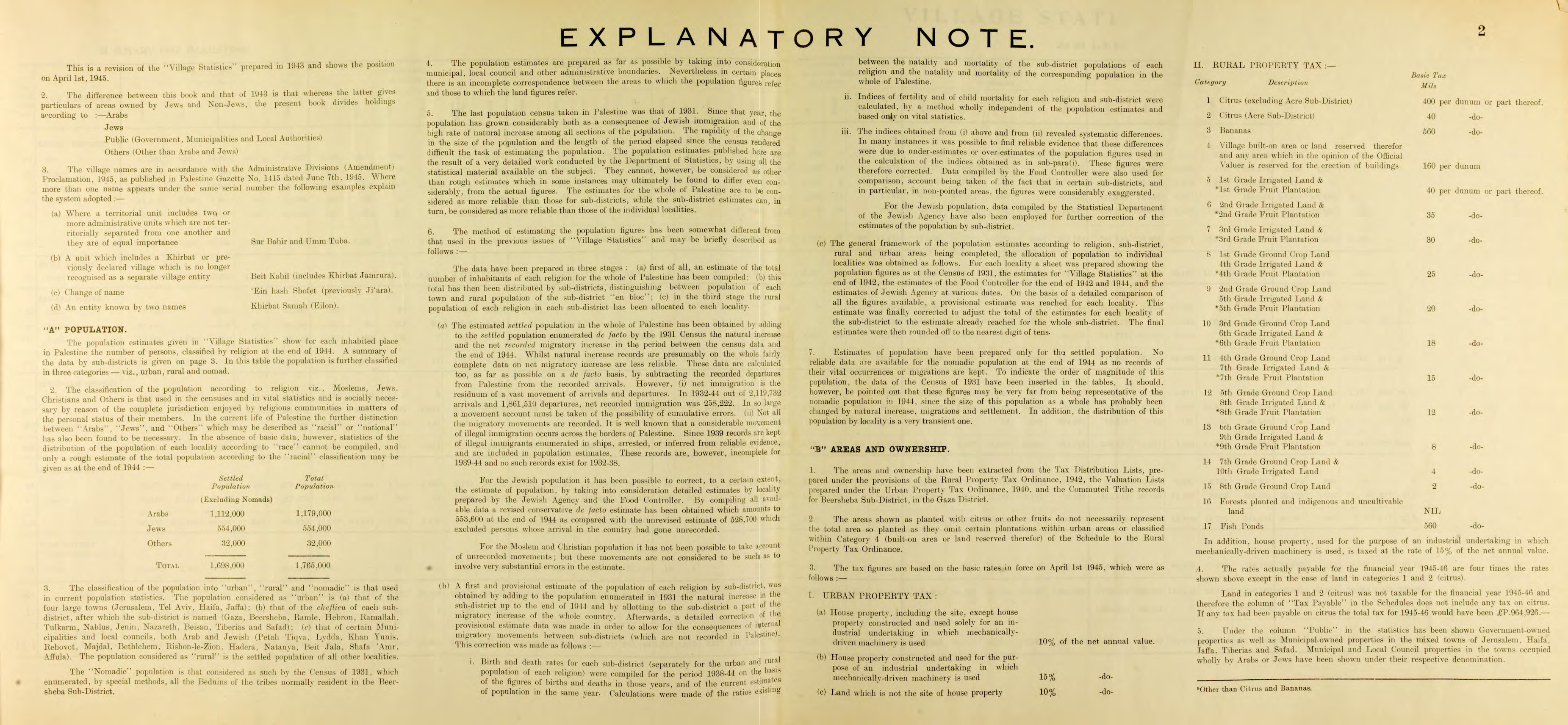
یادداشت توضیحی